# Anisobas maros
Anisobas maros là một loài tò vò trong họ Ichneumonidae.